# Міжнародна федерація глухих
Всесвітня федерація глухих (англ. World Federation of the Deaf (WFD)) — міжнародна неурядова некомерційна організація, є чільним органом для всіх національних асоціацій глухих. Організація фокусується на захисті прав глухих по всьому світу. Тісно співпрацює з ООН (має консультативний статус), а також різними його підрозділами. ВФГ також є членом Міжнародного альянсу людей з інвалідностями (англ. International Disability Alliance (IDA)).
Усі 11 членів Ради організації є глухими. Штаб-квартира розташована в Гельсінкі, Фінляндія.

## Історія
ВФГ уперше була заснована у вересні 1951 року в Римі на першому Всесвітньому конгресі глухих під егідою Ente Nazionale Sordomuti (ENS), Італійської асоціації глухих. Першим президентом ВФГ був профессор Вітторіо Іерала, який на той час був також президентом ENS. У конгресі взяли участь представники 25 країн світу.
Д-р Чезаре Маґаротто був одним з засновників Всесвітньої федерації глухих та її першим генеральним секретарем (1951—1987) разом з паном Вітторіо Іералла, котрий був обраний президентом Федерації від 1951—1955.
Пан Іералла та д-р Маґаротто успішно переконали італійський уряд підтримати їх зусилля з заснування генерального секретаріату ВФГ у Римі у 1951. З тривалою підтримкою італійського уряду, а потім й ENS, генеральний секретаріт ВФГ зміг створити інформативні та спрямовані на захист інтересів глухих мережі, разом з національними федераціями глухих у всьому світі. Десятиліттями пізніше, генеральний секретаріат ВФГ був перенесений до Фінляндії (1987) за підтримки фінського уряду та Фінської асоціації глухих на чолі з колишнім генеральним секретарем ВФГ д-ркою Ліісою Кауппінен (почесна президент ВФГ).

## Статус
ВФГ має статус категорії Б в Організації Об'єднаних Націй та представлена у наступних групах:
- Економічна і соціальна рада (ЕКОСОР)
- Регіональні комісії
- Африканська економічна комісія (АЕК)
- Європейська економічна комісія (ЄЕК)
- Економічна комісія до Латинської Америки та Карибів (ЕКЛАК)
- Економічна та соціальна комісія до Азії й Тихого Океану (ЕСКАТО)
- Економічна та соціальна комісія до Західної Азії (ЕСКЗА)
- Група експертів зі Стандартних правил ООН щодо забезпечення рівних можливостей для людей з інвалідностями
- Управління Верховного комісара ООН з прав людини (УВКПП)
- Організація Об'єднаних Націй з питань освіти, науки і культури (ЮНЕСКО)
- Міжнародна організація праці (МОП)
- Всесвітня організація охорони здоров'я (ВООЗ)
- Світовий банк
- Рада Європи

ВФГ надає кваліфіковані рекомендації з питань проблем, що стосуються глухих людей, у своїх відносинах із іншими міжнародними організаціями і професійними групами.
Юридичний адрес ВФГ — Гельсінкі, Фінляндія.

## Цілі та задачі
В даний час особлива увага приділяється таким областям:
1. Покращення статусу національнив мов жестів,[3][5]
2. Покращення якості освіти для глухих людей,[6]
3. Покращення доступу до інформації та послуг,[3]
4. Покращення статусу прав людини у країнах, що розвиваються[3][6][7][8]
5. Промоція утворення організацій глухих там, де в даний час їх немає[3]

## Склад
ВФГ стверджує, що представляє 70 мільйонів глухих людей у всьому світі, з яких понад 80 відсотків живуть в країнах, що розвиваються. Це досягається головним чином завдяки членству в національних організаціях глухих, де такі організації існують. Станом на лютий 2009, 130 національних асоціацій є членами організації. Асоційовані члени, міжнародні члени й індивідуальні члени також складають членську базу ВФГ.
Список асоціацій-членів ВФГ (станом на липень 2014);
| Асоціації                                                              | Країна                          |
| ---------------------------------------------------------------------- | ------------------------------- |
| Afghanistan National Association of the Deaf                           | Афганістан                      |
| Albanian National Association of the Deaf (ANAD)                       | Албанія                         |
| Fédération Nationale des Sourds d'Algérie (FNSA)                       | Алжир                           |
| Confederación Argentina de Sordomudos                                  | Аргентина                       |
| Armenian Deaf Society                                                  | Вірменія                        |
| Deaf Australia                                                         | Австралія                       |
| Österreichischer Gehörlosenbund                                        | Австрія                         |
| Azerbaijan Deaf Public Union                                           | Азербайджан                     |
| Bangladesh National Federation of the Deaf (BNFD)                      | Бангладеш                       |
| Belarusian Society of the Deaf                                         | Білорусь                        |
| Belgian Federation of Flemish Deaf Organisations (FEVLADO)             | Валлонія                        |
| Belgian Federation of Flemish Deaf Organisations (FEVLADO)             | Фландрія                        |
| Association Nationale des Sourds du Benin                              | Бенін                           |
| Federación Boliviana de Sordos                                         | Болівія                         |
| Association of the Deaf and Hard of Hearing                            | Боснія і Герцеговина            |
| Botswana Association of the Deaf (BAOD)                                | Ботсвана                        |
| Federação Nacional de Educação e Integração dos Surdos (FENEIS)        | Бразилія                        |
| Union of the Deaf in Bulgaria                                          | Болгарія                        |
| Union Nationale des Associations des Deficients Auditifs du Burkina    | Буркіна-Фасо                    |
| Association Nationale des Sourds du Burundi                            | Бурунді                         |
| Association Nationale Des Sourds du Cameroon                           | Камерун                         |
| Canadian Association of the Deaf (CAD)                                 | Канада                          |
| Chadian National Association of the Hearing Impaired (ANDAT)           | Чад                             |
| Asociación de Sordos de Chile (ASOCH)                                  | Чилі                            |
| China Association of the Deaf                                          | Китай                           |
| Federación Nacional de Sordos de Colombia (FENASCOL)                   | Колумбія                        |
| Association Nationale des Sourds du Congo (ANSCO)                      | Демократична Республіка Конго   |
| Association Nationale des Sourds et Deficients Auditifs du Congo       | Республіка Конго                |
| Asociación Nacional de Sordos de Costa Rica (ANASCOR)                  | Коста-Рика                      |
| Association Nationale des Sourds de Côte d'Ivoire (ANASOCI)            | Кот-д'Івуар                     |
| Croatian Association of the Deaf and Hard of Hearing                   | Хорватія                        |
| Asociación Nacional de Sordos de Cuba (ANSOC)                          | Куба                            |
| Cyprus Deaf Federation                                                 | Кіпр                            |
| Union of the Deaf and Hard of Hearing in the Czech Republic            | Чехія                           |
| Danske Døves Landsforbund                                              | Данія                           |
| Asociación Nacional de Sordos de la Republica Dominicana (ANSORDO)     | Домініканська Республіка        |
| Federación Nacional de Sordos de Ecuador (FENESEC)                     | Еквадор                         |
| Asociación Salvadoreña de Sordos (ASS)                                 | Сальвадор                       |
| National Deaf Association of Eritrea                                   | Еритрея                         |
| Estonian Association of the Deaf (Eesti Kurtide Liit)                  | Естонія                         |
| Ethiopian National Association of the Deaf (ENAD)                      | Ефіопія                         |
| Fiji Association of the Deaf                                           | Фіджі                           |
| Finnish Association of the Deaf (FAD)                                  | Фінляндія                       |
| Fédération Nationale des Sourds de France (FNSF)                       | Франція                         |
| Gambia Association of the Deaf and Hard of Hearing (GADHOH)            | Гамбія                          |
| Union of the Deaf of Georgia                                           | Грузія                          |
| Deutscher Gehörlosen-Bund e.V.                                         | Німеччина                       |
| Ghana National Association of the Deaf                                 | Гана                            |
| Hellenic Federation of the Deaf                                        | Греція                          |
| Asociación de Sordos de Guatemala (ASORGUA)                            | Гватемала                       |
| Association Guinéenne des Sourds (A.G.S.)                              | Республіка Гвінея               |
| Asociación Nacional de Sordos de Honduras                              | Гондурас                        |
| Hong Kong Association of the Deaf                                      | Гонконг                         |
| Hungarian Association of the Deaf and Hard of Hearing (SINOSZ)         | Угорщина                        |
| Felag heyrnarlausra                                                    | Ісландія                        |
| All India Federation of the Deaf                                       | Індія                           |
| Indonesian Association for the Welfare of the Deaf (IAWD)              | Індонезія                       |
| Iranian National Center of the Deaf                                    | Іран                            |
| Irish Deaf Society (IDS)                                               | Ірландія                        |
| Association of the Deaf in Israel                                      | Ізраїль                         |
| Ente Nazionale Sordi (ENS)                                             | Італія                          |
| Japanese Federation of the Deaf (JFD)                                  | Японія                          |
| Kazakhstan Society of the Deaf                                         | Казахстан                       |
| Kenya National Association of the Deaf (KNAD)                          | Кенія                           |
| Korean Association of the Deaf                                         | Південна Корея                  |
| Kuwait Club for the Deaf                                               | Кувейт                          |
| Latvian Association of the Deaf                                        | Латвія                          |
| Association de L'Oeuvre des Sourds-Muets au Liban                      | Ліван                           |
| National Association of the Deaf Lesotho                               | Лесото                          |
| Liberia National Association of the Deaf, Inc                          | Ліберія                         |
| Libyan General Federation of Deaf Societies (LGFDS)                    | Лівія                           |
| Lithuanian Deaf Association — Lietuvos kurčiųjų draugija (LKD)         | Литва                           |
| Macau Deaf Association                                                 | Макао                           |
| Association of the Deaf and Hard of Hearing of Macedonija (SGNM)       | Північна Македонія              |
| Federation of the Deaf in Madagascar (FMM)                             | Мадагаскар                      |
| Malawi National Association of the Deaf (MANAD)                        | Малаві                          |
| Malaysia Federation of the Deaf (MFD)                                  | Малайзія                        |
| Mali Association of the Deaf (A.MA.Sourds)                             | Малі                            |
| Deaf People Association                                                | Мальта                          |
| Federación Mexicana de Sordos (FEMESOR)                                | Мексика                         |
| Association of the Deaf of Republic Moldova                            | Молдова                         |
| Mongolian Association of the Deaf                                      | Монголія                        |
| Fédération Nationale des Sourds du Maroc                               | Марокко                         |
| Association of the Deaf in Mozambique                                  | Мозамбік                        |
| Namibian National Association of the Deaf (NNAD)                       | Намібія                         |
| Nepal Deaf Federation (NDFN)                                           | Непал                           |
| Dovenschap                                                             | Нідерланди                      |
| Deaf Aotearoa New Zealand (DANZ)                                       | Нова Зеландія                   |
| Asociación Nacional de Sordos de Nicaragua (ANSNIC)                    | Нікарагуа                       |
| Association des Sourds du Niger                                        | Нігер                           |
| Nigeria National Association of the Deaf                               | Нігерія                         |
| Norges Døveforbund                                                     | Норвегія                        |
| Pakistan Association of the Deaf (PAD)                                 | Пакистан                        |
| Asociación Nacional de Sordos de Panamá (ANSPA)                        | Панама                          |
| Centro de Sordos del Paraguay                                          | Парагвай                        |
| Asociacion de Sordos del Perú (ASP)                                    | Перу                            |
| Philippine Federation of the Deaf, Inc (PFD)                           | Філіппіни                       |
| Polski Związek Głuchych Polish Association of the Deaf                 | Польща                          |
| Federacão Portuguesa das Associacões de Surdos (FPAS)                  | Португалія                      |
| The Qatari Center of Social Cultural for the Deaf                      | Катар                           |
| Asociatia Nationalá a Suzilor din Romania                              | Румунія                         |
| All-Russian Society of the Deaf                                        | Росія                           |
| Rwanda National Union of the Deaf (RNUD)                               | Руанда                          |
| Association Nationale des Sourds du Senegal                            | Сенегал                         |
| Savez Gluvih I Nagluvih Srbije I Crne Gore (SGNSCG)                    | Сербія                          |
| Sierra Leone Association of the Deaf                                   | Сьєрра-Леоне                    |
| Singapore Association for the Deaf                                     | Сінгапур                        |
| Asociácia Nepočujúcich Slovenska (ANEPS)                               | Словаччина                      |
| Zvesa društev gluhih in naglušnih Slovenije (ZGNS)                     | Словенія                        |
| Somali National Association of the Deaf                                | Сомалі                          |
| Deaf Federation of South Africa (DEAFSA)                               | Південно-Африканська Республіка |
| Confederación Estatal de Personas Sordas (CNSE)                        | Іспанія                         |
| Sri Lanka Central Federation of the Deaf (CFD)                         | Шрі-Ланка                       |
| Sudanese National Society for the Deaf                                 | Судан                           |
| Swaziland National Association of the Deaf                             | Есватіні                        |
| Swedish National Association of the Deaf (SDR)                         | Швеція                          |
| Schweizerischer Gehörlosenbund, Fédération Suisse des Sourds (SGB-FSS) | Швейцарія                       |
| Syrian Federation of Societies for the Welfare of the Deaf             | Сирія                           |
| Tajik Society of the Deaf                                              | Таджикистан                     |
| Tanzania Association of the Deaf                                       | Танзанія                        |
| National Association of the Deaf in Thailand (NADT)                    | Таїланд                         |
| Association des Sourds du Togo                                         | Того                            |
| Association Voix du Sourd de Tunisie                                   | Туніська Республіка             |
| Turkish National Federation of the Deaf                                | Туреччина                       |
| Uganda National Association of the Deaf (UNAD)                         | Уганда                          |
| Ukrainian Society of the Deaf (USD)                                    | Україна                         |
| British Deaf Association (BDA)                                         | Сполучене Королівство           |
| National Association of the Deaf (NAD)                                 | США                             |
| Asociación de Sordos del Uruguay                                       | Уругвай                         |
| Uzbek Society of the Deaf                                              | Узбекистан                      |
| Federación Venezolana de Sordos (FEVENSOR)                             | Венесуела                       |
| Zambia National Association of the Deaf                                | Замбія                          |
| Zimbabwe National Association of the Deaf (ZIMNAD)                     | Зімбабве                        |

## Світовий конгрес
Світовий конгрес Всесвітньої федерації глухих проводиться кожні чотири роки, починаючи з 1951. Цей захід організується ВФГ разом із країною-приймачем та відвідується тисячами глухих з усього світу. Крім скликання Генеральної Асамблеї (вищого директивного органу ВФГ) і формування керівних принципів на наступні чотири роки, конгрес проводить велику культурну програму, що включає театральні постановки, кіно, виставки, виконавське мистецтво, відвідування місцевих визначних пам'яток.
| Номер      | Рік  | Місяць/Дати         | Розміщення                                 | Тема                                             |
| ---------- | ---- | ------------------- | ------------------------------------------ | ------------------------------------------------ |
| 1 (I)      | 1951 | 21 вересня          | Рим, Італія                                | (без теми)                                       |
| 2 (II)     | 1955 |                     | Загреб, Югославія                          | (без теми)                                       |
| 3 (III)    | 1959 | 22-26 липня         | Вісбаден, Федеративна Республіка Німеччина | (без теми)                                       |
| 4 (IV)     | 1963 | 17-21 серпня        | Стокгольм, Швеція                          | (без теми)                                       |
| 5 (V)      | 1967 | 10-17 серпня        | Варшава, Польща                            | The Deaf Among Hearing Persons                   |
| 6 (VI)     | 1971 | 31 липня — 5 серпня | Париж, Франція                             | The Deaf Person in the World in Evolution        |
| 7 (VII)    | 1975 | 31 липня — 8 серпня | Вашингтон, Сполучені Штати Америки         | Full Citizenship for All Deaf People             |
| 8 (VIII)   | 1979 |                     | Варна, Болгарія                            | The Deaf People in Modern Society                |
| 9 (IX)     | 1983 |                     | Палермо, Італія                            | Deafness Today & Tomorrow: Reality & Utopia      |
| 10 (X)     | 1987 | 20-28 липня         | Еспоо (Гельсінкі), Фінляндія               | One World — One Responsibility                   |
| 11 (XI)    | 1991 | Липень              | Токіо, Японія                              | Equality and Self-Reliance                       |
| 12 (XII)   | 1995 | 6-15 липня          | Відень, Австрія                            | Towards Human Rights                             |
| 13 (XIII)  | 1999 | 25-31 липня         | Брисбен, Австралія                         | Diversity and Unity                              |
| 14 (XIV)   | 2003 | 18-26 липня         | Монреаль, Канада                           | Opportunities and Challenges in the 21st Century |
| 15 (XV)    | 2007 | 16-22 липня         | Мадрид, Іспанія                            | Human Rights through Sign Languages              |
| 16 (XVI)   | 2011 | 18-24 липня         | Дурбан, Південно-Африканська Республіка    | Global Deaf Renaissance                          |
| 17 (XVII)  | 2015 | 28 липня — 1 серпня | Стамбул, Туреччина                         | Strengthening Human Diversity                    |
| 18 (XVIII) | 2019 | 23-27 липня         | Париж, Франція                             | Sign Language Rights for All                     |

Під час 14-того Конгресу була утворена Всесвітня асоціація перекладачів жестової мови (англ. World Association of Sign Language Interpreters (WASLI)).

## Президенти
- 1951—1955 : Вітторіо Іералла  Італія
- 1955—1983 : Драголюб Вукотич  Югославія
- 1983—1995 : Йеркер Андерссон  США
- 1995—2003 : Лііса Кауппінен  Фінляндія
- 2003—2011 : Маркку Йокінен  Фінляндія
- 2011—2019 : Колін Аллен (Президент ВФГ)  Австралія
- 2019- : Джозеф Мюррей  США

## See also
- Міжнародний жест
- Список жестових мов
- Європейський союз глухих
- Національна асоціація глухих (Сполучені Штаті)
- Національна асоціація глухих(Італія)
- Європейський союз глухої молоді
- Всесвітня асоціація перекладачів жестової мови
- Молодіжна секція Всесвітньої федерації глухих